# Platysceptra latibularis
Platysceptra latibularis är en fjärilsart som beskrevs av Edward Meyrick 1916. Platysceptra latibularis ingår i släktet Platysceptra och familjen äkta malar. Inga underarter finns listade i Catalogue of Life.